# سمك الصوري
سمك الصوري (Cololabis adocetus) هو نوع من الأسماك (يجب عدم الخلط بينه وبين سمك صوري المحيط الهادئ ، وهو نوع آخر من جنس قصير الملقط) وهو أحد أفراد عائلة حكاشيات، أو عائلة صوري. ينتشر على نطاق واسع في شرق المحيط الهادئ في المياه السطحية ، وعادة ما يبقى في أعلى 50 سم من عمود الماء - على الرغم من أنه يمكن العثور عليها على أعماق تصل إلى متر واحد. يمكن أن يصل طوله إلى حوالي 5 سنتيمترات. يعيش سمك الصوري بشكل عام في المياه بين 5 و 12 درجة مئوية. سمك الصوري هو سمكة كثيفة الارتحال.

## روابط خارجية
- المؤلفان راينر فرويز ودانيال باولي (2013). "Cololabis adocetus" في قاعدة الأسماك. نسخة February 2013.